# Twan Smits
Twan Smits (Weurt, 20 december 1985) is een Nederlands voetballer die meestal als controlerende middenvelder speelt.

## Carrière
Smits begon zijn voetbalcarrière in zijn geboorteplaats Weurt bij WVW Weurt. Na enkele jaren meldde N.E.C. zich bij Smits en hij betrad de jeugdopleiding van de Nijmegenaren. Na enkele jaren werd Smits als onopvallende linksback niet goed genoeg bevonden en hem werd een dak boven het hoofd geboden bij het Groesbeekse De Treffers. In 2004 verruilde hij samen met Daniël van Straaten de jeugdopleiding van De Treffers voor de selectie van Juliana '31.
Bij de derdeklasser werd de linkspoot omgetoverd tot verdedigende middenvelder. De Maldenaren wisten met Smits als aanvoerder binnen enkele jaren te promoveren naar de Eerste Klasse en na deze promotie ging Smits na een jaar alsnog in op de aanbieding van hoofdklasser Achilles '29 uit Groesbeek.

### Achilles '29
In het debuutjaar van Smits bij de Groesbekenaren, in het seizoen 2009/10, wisten deze niet mee te strijden om de Hoofdklasse-titel, maar wist de equipe van Eric Meijers zich met een vijfde plaats wel te verzekeren van voetbal in de Topklasse Zondag, de nieuw te vormen hoogste competitie in het amateurvoetbal. Smits had, mede door een grote blessure, geen bepalende rol in dit seizoen.
In zijn tweede seizoen had Achilles meer succes. Zo eindigde Achilles '29 in de competitie als tweede achter FC Oss en in de KNVB beker werd na FC Oss (2-0) ook Heracles Almelo verrassend geklopt (5-3). Hierna stuitte Achilles op RKC Waalwijk, die na strafschoppen door wisten te dringen tot de kwartfinale. Op 29 augustus 2010 maakte Smits zijn eerste en voorlopig enige competitietreffer voor Achilles, in de 4-0-overwinning bij FC Lienden. In diezelfde wedstrijd scoorde Ivo Rigter driemaal, waarmee hij aantekende voor de allereerste hattrick in de Topklasse. Diezelfde Rigter was aanvoerder gedurende dat seizoen tot hij in de wedstrijd met JVC Cuijk op 13 maart 2011 (2-2) zijn kniebanden afscheurde. Door de ernst van de blessure werd Smits, die op dat moment vaste basisspeler was, aangewezen als nieuwe aanvoerder. Als aanvoerder wist Smits de Districtsbeker Oost en de KNVB beker voor amateurs te winnen.
In zijn eerste seizoen als vaste aanvoerder wist Twan Smits met Achilles op 22 april 2012 kampioen te worden, nadat hij 8 maanden eerder de Super Cup amateurs omhoog mocht houden. Een maand na het Topklasse-kampioenschap mocht hij ook de schaal voor het algemeen landskampioenschap voor amateurs omhoog houden, nadat zijn ploeg met 3-0 en 2-0 had afgerekend met Spakenburg. Opnieuw werd er voor een stunt gezorgd in de beker, want na Katwijk wist Achilles ook met Telstar af te rekenen. In een opvallend slechte strafschoppenreeks werd er met 2-1 gewonnen, nadat de stand na 90 en 120 minuten op 1-1 was blijven steken. Hierna werd er ook van MVV Maastricht gewonnen met 1-0, waarin Smits de enige treffer maakte. Vervolgens wachtte in de achtste finale N.E.C.. Deze wedstrijd was voor Smits extra speciaal, want hij komt niet alleen uit de jeugdopleiding van de Nijmegenaren, maar hij werkt ook bij de Nijmeegse eredivisionist als accountmanager. De wedstrijd in De Goffert ging met 3-0 verloren.
In 2012 kon Smits niet opnieuw de Super Cup voor amateurs in de lucht houden, er werd weliswaar als landskampioen met 2-1 gewonnen van RKSV Leonidas, maar door een blessure opgelopen in een vriendschappelijk toernooi werden zijn taken overgenomen door sluitpost Barry Ditewig. Deze deed dat ook in het restant van de seizoensstart waarin Smits ontbrak. Door Smits' blessure miste hij vier wedstrijden in de competitie, desalniettemin was Smits een belangrijke spil in het elftal van de nieuwe coach Jan van Deinsen in Groesbeek, waarin opnieuw de Topklasse-titel werd gewonnen. Het algeheel landskampioenschap werd echter niet geprolongeerd, dit ging over twee wedstrijden naar Katwijk (0-0, 0-3). Wel werd er opnieuw furore behaald in de beker, want Achilles met Smits in de basis wist het PSV lang moeilijk te maken (2-3). In 2013 werd Smits uitgeroepen tot speler van het jaar van Achilles.
Op 3 augustus debuteerde Smits met Achilles in de Eerste Divisie in de uitwedstrijd tegen FC Emmen. Twee weken later betekende zijn tweede gele kaart de eerste rode kaart van Achilles '29 in het profvoetbal. Bijna twee jaar na zijn laatste doelpunt in een competitie- of bekerwedstrijd scoorde Smits op 24 september 2013 weer, ditmaal tegen HSC '21 in bekerverband. Door een hamstringblessure miste hij onder meer de wedstrijden tegen Willem II en AZ (beker) en werd hij vervangen door Kürşad Sürmeli. Tegen FC Eindhoven viel Smits nog wel in, maar overbelaste hij zijn hamstring, waardoor hij voor de rest van het kalenderjaar was uitgeschakeld. Op 8 februari 2014 maakte hij tegen Willem II zijn rentree en op 1 maart stond hij tegen SBV Excelsior voor het eerst weer in de basis. Er volgden nog negen wedstrijden tot het einde van het seizoen en enkel tegen Jong PSV begon hij niet in de basis. Achilles sloot het seizoen af op de laatste plaats.
Tijdens de seizoensouverture van het volgende seizoen tegen de beloften van PSV liet Smits geen goede indruk achter en een week later tegen Sparta werd hij op de bank gehouden. De weken erop moest hij het doen met invalbeurten en wist hij opnieuw geen indruk te maken. Op 19 september ontving hij 20 minuten na het veld in te zijn gekomen een directe rode kaart, waardoor hij voor twee wedstrijden geschorst was. Op 25 oktober besloot François Gesthuizen om de aanvoerdersband aan Thijs Hendriks te geven, die Smits' rol al overnam indien hij niet vanaf de aftrap meedeed. Door een blessure bij Sürmeli keerde hij diezelfde dag echter terug in de basis en na een sterke beurt behield hij zijn basisplaats ook de vijf wedstrijden hierna. Op 8 maart 2015 scoorde hij tegen FC Den Bosch (2-1 winst) vanuit een vrije trap zijn tweede competitiedoelpunt voor Achilles.

### De Treffers
Op 8 maart 2015 werd bekend dat Smits aan zijn laatste seizoen bij Achilles '29 bezig is. Hij speelde tot op dat moment zes seizoenen bij de witzwarten. Smits verruilt de club voor diens aartsrivaal De Treffers.
Vanaf medio 2017 zal hij voor Juliana '31 gaan spelen.

## Erelijst
Juliana '31
- Eerste Klasse Zondag: 2009

 Achilles '29
- Topklasse Zondag: 2012, 2013
- Algemeen amateurkampioenschap: 2012
- Districtsbeker Oost: 2011
- KNVB beker voor amateurs: 2011
- Super Cup amateurs: 2011, 2012
- Gelders sportploeg van het jaar: 2012, 2013